# Santa Maria la Major d'Inca
Santa Maria la Major d'Inca és una església catòlica d'estil barroc construït en un antic solar, l'any 1248 a Inca.

## Descripció
L'església actual, d'època barroca, és la tercera que s'edifica entre els anys 1706-1893. Està situada a la plaça homònima i enllaça amb la tradició barroca mallorquina.
La façana és de marès, material utilitzat habitualment a les esglésies barroques mallorquines. Les façanes laterals són, en canvi, més rústiques i senzilles. Està coberta per una volta de mitja punta amb vidrieres. La part més interessant és la porta lateral presidida per la imatge de la Mare de Déu dels Àngels. El campanar (s. XVI-XVII), separat de la façana principal, és anterior a l'obra de l'església actual. És de planta quadrangular, amb porta ogival i està feta de pedra. A l'interior de l'església podem apreciar una sola nau amb set capelles laterals.

## Orgue

### Història
Perot Comes, que era un mestre orguener, va fer un orgue nou a Inca al 1419. El Flautat era de 8 pams i el "plenum" de 6 tires a la mà esquerra i 7 a la mà dreta. L'any 1468 es va fer organista un altre home, Caldentey. Gaspar Roig, va treballar anys més tard a l'orgue de Sant Francesc de Ciutat, i els jurats de Llucmajor volien adobar aquest orgue d'Inca, atès que deien que hi havia un mestre català que estava fent aquest orgue de Sant Francesc i els de la vila d'Inca.
El 17 de desembre de 1546 es va fundar un benefici a l'altar major amb 15 lliures que havia de pagar la vila, amb obligació de tocar l'orgue i pagar 3 lliures als aniversaris.
Antoni Ferragut, procedent d'Inca va ser l'organista beneficiat a la visita pastoral del bisbe Arnedo, suplit per Bartomeu Duran.
EL 1582 va morir el beneficiat organista Antoni Bertran, i es va entregar el benefici a Joan Llompart, després de diversos intents, qui va morir a l'any 1598 deixant el lloc vacant, i el benefici va ser per Miquel Cantallops, qui va ser organista fins que va morir al 1620.
A l'any 1628 el bisbe va tornar a fer una visita pastoral, i l'orgue devia estar molt malament ja que va manar a fer un orgue nou en un termini de sis mesos. Es va contractar a Antoni Morlà per fer-ho.
Al 1639 els jurats van demanar una ajuda per l'orgue al Rvd. Comú, que va aportar 15 lliures.
A la següent visita pastoral del bisbe l'orgue es va trobar en bon estat.
A la visita del bisbe Garrido de 1764 es diu: "el organo es todo viejo y se espera se haga todo nuevo, segun se baia proporcionsnde la obra de la Iglesia". Com l'Esglèsia estava en obres l'orgue no es va fer fins al segle següent.
Quan l'església va ser acabada, el mestre Gabriel Thomàs va començar la construcció de l'orgue. El preu de la primera etapa era de 600 lliures.
A finals del segle xix desapareix el sistema de beneficis, i l'organista era Joan Torrandell, "mestre Joan de l'orgue".
Al segle xix es va afegir mig joc de Veu Humana a l'Orgue Major.
Els darrers organistes del segle xx van ser Mn. Josep Aguiló i Pomar i Mn. Tomàs Mora i Cànaves.
Al 1960 l'orgue va ser abandonat i suplit per un electrodomèstic.
Al 1989 es va començar una neteja, afinació i utilització per l'organista Antoni Mulet. I al 1990 es va encarregar la restauració a l'orguener Pere Reynés. La Cadireta va ser restaurada i va sonar per primera vegada el dia de Sant Pere de 1991.

### Descripció
L'orgue està en bon estat, conserva els dos teclats originals de Gabriel Thomàs, construïts amb os. La seva extensió és de 51 notes. El pedal consta de 12 botons.
Està situat damunt la porta lateral situada a la dreta de l'església, que dona a l'anomenada Plaça de l'orgue.

#### Orgue major
Segueix l'ordre cromàtic.
Està construït en forma de T.
La mecànica és sense reducció, amb doble escaire.
L'afinació actual és mig to baixa: La=410 Hz
Els jocs de batalla agafen el vent de la part vertical:
- El primer joc a la part superior és la Trompeta Batalla 8' amb els 8 primers tubs interiors i Trompeta Magna 16'.
- El segon joc són els Baixons 4' a mà esquerra i Clarins 4' a mà dreta.
- El tercer joc és el Clarí Quinzena 2' a mà esquerra i Clarí Alt 4 ' a mà dreta.

Com és habitual al barroc espanyol, els tubs de la Trompeta Magna i dels Baixons són de talla més estreta.
A sobre del secret:
- El primer joc és el Flautat I 8' que té els 19 primers tubs postats als castells de la cara començant pel castell lateral de l'esquerre.
- El segon joc és el Flautat II 8' que té els 19 primers tubs postats a la façana començant pel castell major de la dreta.
- El tercer joc és la Quinzena 2'. Els tubs de mà esquerre provenen d'un Flautat de mà dreta que hi havia a la Cadireta, els de la mà dreta són nous.
- El quart joc és l'Octava 4'. Els seus tubs són nous.
- El cinquè joc és el Ple II-III que comença amb 1 1/3' + 1' repetint un rengle a cada octava.
- El sisè joc és el Cimbalet II-III que comença amb 2/3 + ?.
- El setè joc són els Nazards III a mà esquerre i Corneta VI a mà dreta. Tots els tubs són de metall i de talls ampla .
- El vuitè joc és la Veu Humana 8' mà dreta.

#### Cadireta
A la darrera restauració la Cadireta ha estat completada amb el Bordó, Octava de cara, Cimbalet; i l'Orgue Major amb Octava, Quinzena, Plè i Cimbalet.
- El primer joc és l'Octava 4' que té els 19 primers tubs postats als tres castells de la façana. Tubs nous.
- El segon joc és el Bordó 8'. Tubs de fusta.
- El tercer joc és el Tapadet 4'. Tubs de metall amb tap saldat. Aparença antiga.
- El quart joc és la Quincena 2'. Els 6 primers tubs són nous i van postats a la cara. La resta són antics.
- El cinquè joc és la Vintidisena 1' + 2/3' que repeteix a cada octava. Tubs antics.
- El sisè joc és el Cimbalet que comença amb 1'/2 + 1/3' + 1/4'. Tubs nous.
- El setè joc és el Nazard 2' + 1 1/3' a mà esquerra i Tolosana 2 2/3' + 2' + 1 3/5' a mà dreta. Tubs antics.
- El vuitè joc són les Regalies 8'. Els 44 primers tubs són de fusta, la resta de metall.

#### Pedaler
Els tiradors de registres van col·locats en dues fileres a cada part dels teclats: les fileres interiors per els jocs de Principals i les exteriors per als Nazards i Llengüeteria.
El secret de pedal està dividit en dos cossos: 
- El primer situat al costat del secret de l'Orgue Major.
- El segon cos està col·locat a sobre, gairebé tocant la volta.